# Арьядева
Арьяде́ва (санскр. आर्यदेव, IAST: Āryadeva, кит. 圣天 яп. 提婆), также Ка́надэва (санскр. काणदेव, IAST: Kāṇadeva) — индийский мыслитель, буддийский монах, ученик Нагарджуны, сформулировавший учение Мадхьямака-Прасангаки, мастер дебатов и логики. Входит в число 84-х махасиддх буддизма. Сведения об Арьядеве противоречивы, и некоторые исследователи предполагают, что существовали два разных мыслителя под этим именем, живших в разные эпохи.

## Биография
Сведения об Арьядеве приводят Чандракирти, на китайском — Кумараджива (V век), Сюаньцзан (VII век), на тибетском — Будон (XIV век) и Таранатха (XVII век). Сведения содержат много фантастических элементов.
Арьядева родился в семье брахманов, по некоторым сведениям был принцем на острове Шри-Ланка.
Арьядева прибыл в Индию с острова Шри-Ланка для встречи с Нагарджуной, и стал его учеником, а в дальнейшем — преемником.
Арьядева путешествовал по всей Индии и участвовал во многочисленных диспутах, особенно он прославился в диспутах против небуддистов.
Прозвище Канадэва (одноглазый дэв) он получил потому, что пожертвовал свой глаз божеству Махешвара. По легендам, его полюбила колдунья, которая, восхищаясь его красотой и совершенством, стала просить в подарок глаз, на что Арьядева легко согласился из сострадания. Когда же колдунья попросила через некоторое время второй глаз, Арьядева получил предостережение.
Важнейшим из эпизодов в биографии Арьядевы является его спор с брахманистским философом Матричетой. По уставу монастыря Наланда, молодым монахам не полагалось вести диспуты со странствующими философами, и для этой цели выставлялись «привратники» из старших монахов. Когда Матричета появился около монастыря Наланда, он сначала пытался вызвать на дискуссию отдельных монахов, которые отказывались с ним разговаривать. Тогда он вызвал привратников и поочерёдно их переспорил. Потом, когда он стал побеждать поочерёдно более опытных монахов, для спасения монастыря послали за Нагарджуной, который снарядил Арьядеву. Арьядева победил Матричету сначала используя логику, потом, когда тот стал применять колдовство, — рассеяв колдовские чары. В дальнейшем Матричета принял буддизм.
Традиция передаёт, что Арьядева был убит одним из своих учеников, но до последней минуты жизни он демонстрировал сострадание ко всем вокруг, и, стремясь спасти своего убийцу, стал объяснять ему сущность буддийского учения.
Арьядева был признан Бодхисаттвой, почитается в тибетском буддизме. Считается пятнадцатым патриархом чань.

## Сочинения
Наиболее важным сочинением является Чатухшатака (400 стихов) в стиле карик, развивающих тематику Нагарджуны. В этом трактате рассматриваются вопросы «практической философии» — преодоления заблуждений, страстей и привязанностей. Далее детально разбираются два уровня истины — относительной (практической истины) и абсолютной, связанной с пониманием Пустотности (шуньята). Далее, трактат посвящён различным философским проблемам — идее непостоянства, отсутствия души (Атмана) и сущности пустоты, при этом особое внимание уделяется полемике с индуистскими школами.
Шатакашастра (сто стихов) стала особенно авторитетной на Дальнем Востоке и легла в основу китайской школы саньлунь и соответствующей японской школы санрон (школа Серединного пути - санскр. "Мадхъямака").
Другие сочинения: Акшарашатака, Мадхъямакабхрамагхата, Джнянасарасамуччая, Читтавишуддхи-пракарана. Часть из этих трактатов не совпадают по дате написания со временем жизни Арьядэвы, и их авторство оспаривается. Трактаты также посвящены общефилософским вопросам, критике брахманизма и иногда высмеиванию противоречий в брахманистских представлениях.

## Последователи Арьядевы
Влияние Арьядевы на буддийскую мысль было более чем значительным. На его основное сочинение был написан комментарий Чандракирти. В Акутобхае, предполагаемом автокомментарии Нагарджуны к Мулямадхъямака-карике, цитируется Арьядева. Значение его сочинений для развития идей Мадхъямаки в Китае и Тибете считается общепризнанным. Его наследие служит основой китайской махаянской школы Саньлунь и японской махаянской школы Санрон.
В тибетском буддизме ведутся линии передачи от Арьядевы. Перевоплощением Арьядевы считается лама Гарчен Ринпоче, он является одним из самых авторитетных учителей школы Дрикунг Кагью.
Жизнеописание Арьядэвы содержится в труде Абхаядатты "Жизнеописания 84-х махасиддхов" (XII век).

## Перевод на русский язык биографии Арьядэвы
Биография (агиография) Арьядэвы содержится в опубликованной в 1997 году книге "Львы Будды" (данная книга - перевод с санскрита сочинения Абхаядатты).